# Mesud Pezer
Mesud Pezer (Zenica, 27 agosto 1994) è un pesista bosniaco.

## Palmarès
| Anno | Manifestazione          | Sede           | Evento         | Risultato | Misura  | Note                                     |
| ---- | ----------------------- | -------------- | -------------- | --------- | ------- | ---------------------------------------- |
| 2011 | Mondiali allievi        | Lilla          | Getto del peso | 6º        | 19,79 m |                                          |
| 2012 | Mondiali juniores       | Barcellona     | Getto del peso | 5º        | 19,83 m |                                          |
| 2013 | Europei juniores        | Rieti          | Getto del peso | Oro       | 20,44 m |                                          |
| 2015 | Europei under 23        | Tallinn        | Getto del peso | 4º        | 18,98 m |                                          |
| 2016 | Europei                 | Amsterdam      | Getto del peso | 12º       | 19,49 m |                                          |
| 2016 | Giochi olimpici         | Rio de Janeiro | Getto del peso | 24º (q)   | 19,55 m |                                          |
| 2017 | Europei indoor          | Belgrado       | Getto del peso | 7º        | 20,37 m |                                          |
| 2017 | Mondiali                | Londra         | Getto del peso | 21º (q)   | 19,88 m |                                          |
| 2018 | Mondiali indoor         | Birmingham     | Getto del peso | 5º        | 21,15 m | Record nazionale                         |
| 2018 | Giochi del Mediterraneo | Tarragona      | Getto del peso | Bronzo    | 19,82 m |                                          |
| 2018 | Europei                 | Berlino        | Getto del peso | 12º       | 19,91 m |                                          |
| 2019 | Europei indoor          | Glasgow        | Getto del peso | 6º        | 20,69 m |                                          |
| 2019 | Mondiali                | Doha           | Getto del peso | 20º (q)   | 20,17 m |                                          |
| 2021 | Europei indoor          | Toruń          | Getto del peso | 8º        | 19,77 m |                                          |
| 2021 | Giochi olimpici         | Tokyo          | Getto del peso | 11º       | 20,08 m |                                          |
| 2022 | Mondiali indoor         | Belgrado       | Getto del peso | 8º        | 20,94 m | Miglior prestazione personale stagionale |
| 2022 | Giochi del Mediterraneo | Orano          | Getto del peso | 4º        | 20,23 m |                                          |
| 2023 | Europei indoor          | Istanbul       | Getto del peso | 7º        | 19,94 m |                                          |
| 2023 | Mondiali                | Budapest       | Getto del peso | 22º (q)   | 19,86 m |                                          |
| 2024 | Mondiali indoor         | Glasgow        | Getto del peso | 9º        | 20,41 m |                                          |
| 2024 | Europei                 | Roma           | Getto del peso | 9º        | 19,92 m |                                          |
| 2024 | Giochi olimpici         | Parigi         | Getto del peso | 26º (q)   | 19,03 m |                                          |